# St.-Laurentius-Kirche (Berlin-Moabit)

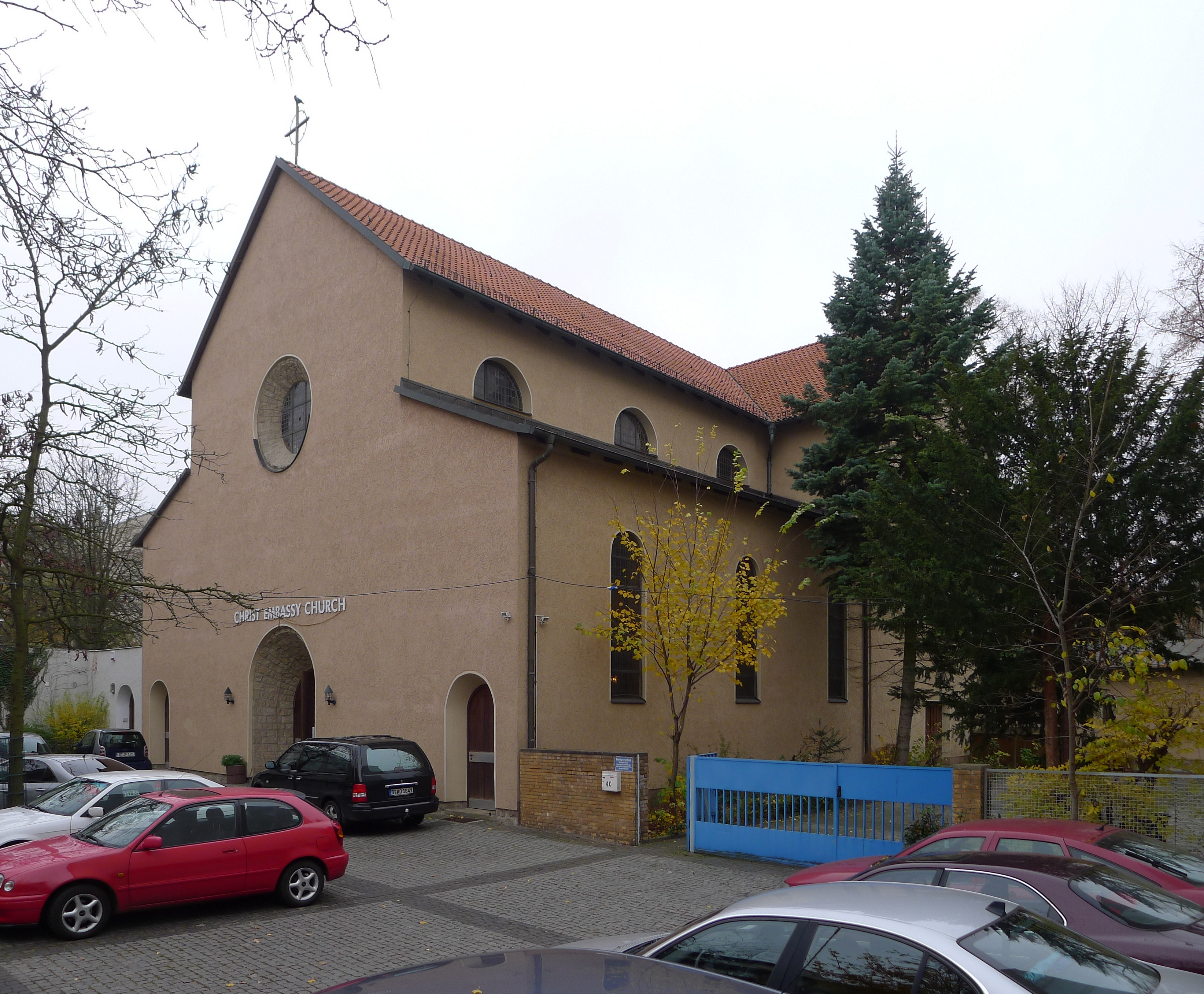
St.-Laurentius-Kirche

Das Gebäude der ehemaligen römisch-katholischen St.-Laurentius-Kirche, die dem Heiligen Laurentius von Rom gewidmet ist, steht auf dem Grundstück Bandelstraße 39/40 im Berliner Ortsteil Moabit des Bezirks Mitte.

## Geschichte
Die Moabiter St.-Laurentius-Kuratie entstand 1910 zur Entlastung der Dominikaner von St. Paulus, die fast 30.000 Katholiken zu betreuen hatten. Die Laurentius-Gemeinde hatte nach ihrer Ausgliederung von der Mutterpfarrei St. Sebastian am Gesundbrunnen 12.000 Seelen. Bei geschlossener Bauweise wurde die 1913 von Wilhelm Frydag entworfene dreischiffige Basilika, damals mit seltener neobarocker Ausstattung, als Seitenflügel im Hof errichtet. Im äußeren Architekturstil klingt neben historistischen Grundformen bereits die beginnende Moderne an. 1921 wurde aus der Kuratie eine Pfarrei. 1943 fiel die Kirche im Zweiten Weltkrieg einem alliierten Luftangriff zum Opfer. 1952 wurde die neue Laurentius-Kirche nach einem Entwurf von Felix Hinssen als verputzter Mauerwerksbau in vereinfachten Formen wiederhergestellt. Nunmehr befindet sich ein Platz an der Straße vor der Kirche. 1974 wurde die Kirche entsprechend der Liturgiereform des Zweiten Vatikanischen Konzils umgestaltet. Am 1. November 2003 fusionierte die Laurentius-Gemeinde mit der Ansgar-Gemeinde und gab am 1. Januar 2007 ihre alte Gottesdienststätte auf. Seitdem wird das Kirchengebäude von der Christ Embassy Church genutzt.

## Baubeschreibung
Frydags basilikales Schema auf rechteckigem Grundriss, bei der das Querschiff in das Langhaus eingebunden ist, wurde beim Wiederaufbau durch Hinssen übernommen, das Langhaus wurde allerdings um ein Joch verlängert. Die Kirche folgt in ihrem Grundriss zwar dem traditionellen Typ der Hallenkirche, durch eine Höhenunterscheidung der Flachdecken und durch eingestellte sehr hohe Pfeilerarkaden, die das Kirchengestühl flankieren, findet jedoch eine Reminiszenz an eine dreischiffige Basilika statt. Langhaus und Querschiff sind mit Satteldächern bedeckt, die Seitenschiffe mit Pultdächern. Ehemals stand die Kirche im Hof, jetzt zeigt sich von der Straße die Ansicht ihrer Fassade im basilikalen Schnitt. An der Fassade befinden sich das eingemuldete Portal und zwei Türen zu den Seitenschiffen. Das Innere wird durch hohe Rundbogenfenster in den Wänden der Seitenschiffe und in den Stirnseiten der Querschiffe belichtet, ferner durch halbrunde Fenstern im Obergaden und eine Fensterrose in der Fassade. Die um mehrere Stufen erhöhte Altarzone mit geradem Chorschluss wird außerdem durch ein Oberlicht erhellt, das sein Licht durch zwei Dachfenster erhält.

## Ausstattung
Da die Christ Embassy Church für Altar, Ambo und Taufbecken keine Verwendung hatte, wurden sie nach Lettland abgegeben. Die Orgel wurde nach Polen vermittelt. Die Reliquien, die Kelche und die Monstranzen befinden sich heute in der St.-Ansgar-Kirche, ferner die von Paul Brandenburg geschaffene Statue des Laurentius.